# 两河镇 (汉中市)
两河镇，是中华人民共和国陕西省汉中市南郑区下辖的一个乡镇级行政单位。2011年，汉中市人民政府向陕西省人民政府申请，将南郑县的魏家桥乡（原小魏家桥乡）的4个村（竹坝村、仰田窝村、郭家坪村、天台村）与两河乡（11个村），组成新的两河镇。新建时，共计15个村，面积99.83平方公里，总人口10228。政府驻地为原两河乡驻地——三门子。

## 行政区划
两河镇下辖以下地区：
三门村、沙湾村、白庙村、红庙村、倒庙村、墁坡村、燕子坎村、地坪村、炉河坝村、竹坝村、仰田窝村和郭家坪村。